# Kościół i klasztor Dominikanów w Przemyślu
Kościół i klasztor Dominikanów – częściowo nieistniejący kompleks sakralny znajdujący się przy placu dominikańskim 3 w Przemyślu.

## Historia

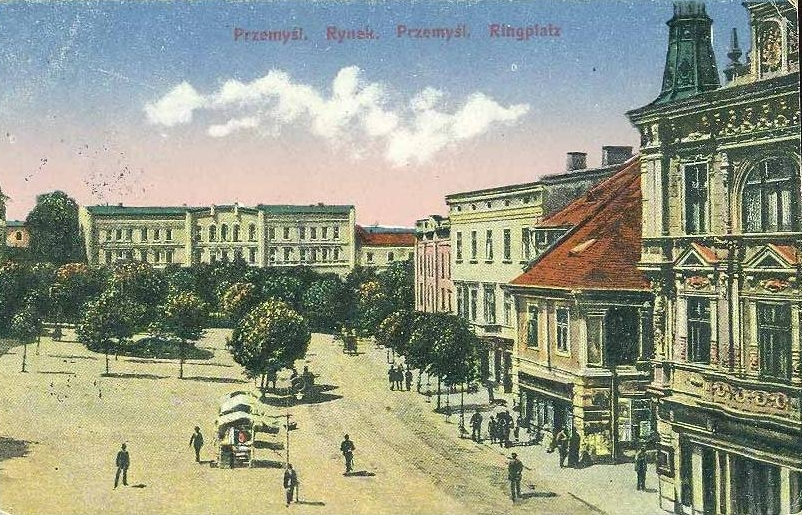
Dawny konwent dominikański w Przemyślu, pocz. XX w.

Pierwsi dominikanie przybyli do Przemyśla prawdopodobnie ok. 1240 roku, jednak pierwsza zachowana wzmianka pojawiła się dopiero w 1378 w bulli papieża Grzegorza XI. Kilka lat później wybudowali nowy kościół, na którego konsekrację zaprosili biskupa halickiego Bernarda. W tym czasie byli skonfliktowani z biskupem przemyskim Erykiem, który obłożył zakon klątwą (zdjętą w 1388).
W 1574 biskup Jan Dziaduski dokonał konsekracji nowego kościoła Dominikanów pod wezwaniem Zwiastowania NMP. Nowy murowany klasztor na planie prostokąta zaczęto budować etapami w 1575 i ukończono w latach 30. XVII wieku. Z czasem do kościoła dobudowywano nowe kaplice fundowane przez szlachtę ziemi przemyskiej. W kaplicy Ostrowskich znajdowała się alabastrowa figura Matki Bożej Jackowej, którą według legendy przyniósł z Kijowa św. Jacek. Obecnie znajduje się ona w kościele katedralnym w Przemyślu. W klasztorze funkcjonował nowicjat oraz seminarium duchowne uposażone przez Elżbietę Korniaktową. Po pożarze w 1638 kościół odbudowano według projektu Wincentego Pedroniego z Mediolanu. Ołtarz główny został przeniesiony wówczas ze ściany wschodniej na zachodnią.
Dominikanie byli najliczniejszym zakonem w mieście – w 1777 było tu 37 zakonników. Posiadali rozległy 45-hektarowy folwark z młynem na Podwiniu i mniejsze na lwowskim przedmieściu i Podzamczu. 26 maja 1786 dekretem cesarskim Józefa II zakon został zniesiony w ramach tzw. kasaty józefińskiej. 21 kwietnia 1787 zakonnicy przenieśli się do klasztoru w Jarosławiu. Kościół został rozebrany, klasztor zaś tymczasowo pełnił funkcję magazynu. Po roku oddano go Benedyktynkom z Zasania, które prowadziły szkołę dla dziewcząt. Te jednak w 1791 wróciły na Zasanie, a klasztor wkrótce został siedzibą starostwa cyrkularnego (do 1817). Następnie budynek został zakupiony przez biskupa greckokatolickiego Jana Śnigurskiego. W 1874 dobudowano drugie piętro, a rok później w klasztorze urządzono więzienie oraz Sąd Obwodowy. Po II wojnie światowej mieścił się tu Okręgowy Zarząd Lasów Państwowych, a od 1975 biura Urzędu Wojewódzkiego. Obecnie jest tu siedziba starostwa powiatowego. 